# Hardwell & Friends Vol. 3
Hardwell & Friends vol. 3 è il terzo EP del DJ olandese Hardwell, pubblicato il 26 gennaio 2018.

## Descrizione
L'EP è stato pubblicato dall'etichetta discografica Revealed Recordings.

## Tracce
1. The Underground (feat. Timmy Trumpet) – 2:59
2. Woest (feat. Quintino) – 2:17
3. Get Low (feat. Sick Individuals) – 3:26
4. Safari (feat. Jewelz, Sparks) – 2:31
5. Take Us Down (Feeding Our Hunger) (feat. Dr Phunk, Jantine) – 4:17

Durata totale: 15:30